# Pediobius moldavicus
Pediobius moldavicus är en stekelart som beskrevs av Boucek 1965. Pediobius moldavicus ingår i släktet Pediobius och familjen finglanssteklar.
Artens utbredningsområde är:
- Polen.
- Moldavien.

Inga underarter finns listade i Catalogue of Life.